# Dysiodes
Dysiodes là một chi bọ cánh cứng trong họ Chrysomelidae.
Chi này được miêu tả khoa học năm 1908 bởi Weise.

## Các loài
Chi này gồm các loài:
- Dysiodes beauforti Weise, 1908